# Însurăței
Însurăței – miasto we wschodniej Rumunii, w okręgu Braiła, w Muntenii. W 2011 roku liczyła 6528 mieszkańców. Prawa miejskie otrzymało w 1879. Merem miasta jest Gheorghe D. Ionel. Powierzchnia miasta wynosi 213,03 kilometrów kwadratowych.